# Cap Sizun
Pour les articles homonymes, voir Cap Sizun (homonymie).
Le cap Sizun est l'extrémité occidentale de la Cornouaille, dans le sud-ouest du Finistère en Bretagne, dont la capitale est Pont-Croix.
Localement, mais très généralement, dans la conversation, la presse ou les livres qui lui sont consacrés, le cap Sizun est familièrement nommé « le Cap », et ses habitants « Capistes »[réf. nécessaire].

## Géographie

### Description
Le cap Sizun s'avance dans l'Iroise, bordé au nord par la baie de Douarnenez et au sud par celle d'Audierne. Ses sites naturels les plus connus sont la pointe du Raz et celle du Van ainsi qu'entre celles-ci, la baie des Trépassés. Son prolongement maritime est la chaussée de Sein, dont la plus importante partie émergée est l'île de Sein de laquelle il est séparé par le raz de Sein.
Le territoire du cap Sizun est constitué par les communes suivantes : Pont-Croix, Audierne, Plouhinec, Confort-Meilars, Mahalon, Esquibien, Beuzec-Cap-Sizun, Goulien, Cléden-Cap-Sizun, Primelin, Plogoff et Île-de-Sein. L'entité territoriale correspondante est la Communauté de communes du Cap-Sizun, qui comprend celles précitées à l'exception d'Île-de-Sein.
Le cap Sizun a donné son nom à une roche proche de la kersantite, la sizunite, selon le terme créé par Jean Cogné en 1961.
Des murets en pierres sèches remplacent les haies, absentes en raison du vent et des embruns, pour délimiter les parcelles tout le long du littoral.

### Les habitants
Les Capistes ont longtemps conservé des traditions et des particularismes forts, principalement dans le "Cap profond" (Ar c'hap don) (Plogoff, Cléden, Goulien, Primelin).
Pierre-Roland Giot, venu étudier cet « isolat ethnique » en 1947, décrivit un type « mégalithique » : « Des sujets très typiques se rencontrent dans les cantons où la taille est grande, l'indice céphalique mésocéphale, la face allongée ».
Ce type d'analyse date et n'a plus cours aujourd'hui. Le "progrès" a balayé coiffes, accents, architecture originale des maisons, modes de vie et même le caractère des habitants.

### Cadre géologique

Carte géologique du Massif armoricain.

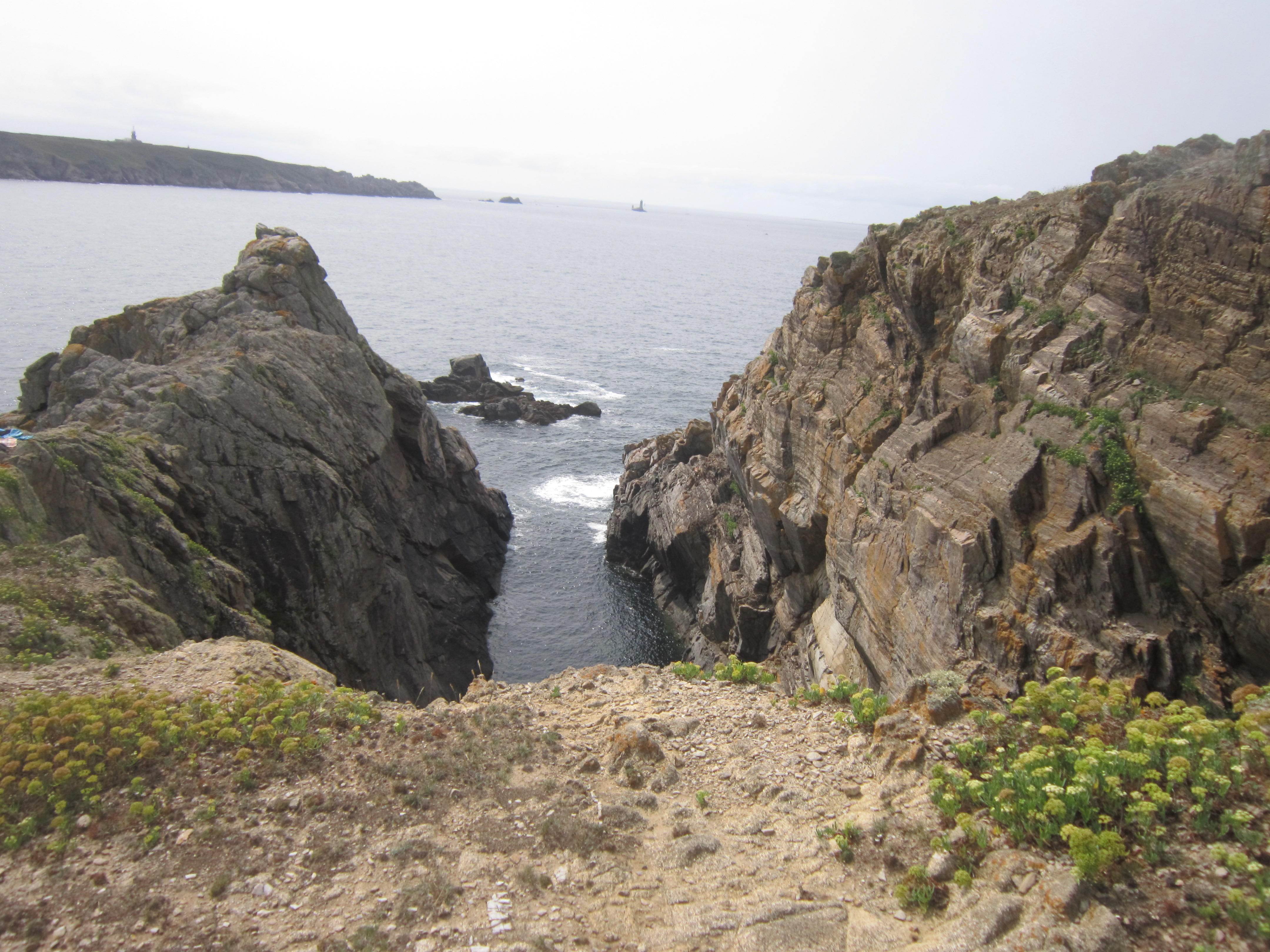
Certaines falaises du cap sont précédées d'une plate-forme d'érosion et découpées de longs couloirs à paroi verticale perpendiculaire au littoral, orientés suivant des failles.

Le cap est situé à l'une des extrémités occidentales du Massif armoricain. Il correspond au prolongement occidental du domaine centre armoricain (synclinorium médio-armoricain) et du domaine sud armoricain (domaine hercynien). Il forme le prolongement occidental du cisaillement sud-armoricain (CSA) qui constitue un « Y » horizontal dont la base du raz de Sein à Quimper se divise en deux branches (linéament pointe du Van—Quimper—Angers qui correspond à la branche nord, linéament pointe du Raz—Quimper—Nantes—Parthenay qui correspond à la branche sud). Les deux plateaux nord et sud du cap Sizun, de 70 à 100 mètres d'altitude, entourent une dépression médiane, la baie des Trépassés, fossé tectonique correspondant à un synclinorium qui se présente ici sous la forme d'un bassin stéphanien.
Le domaine hercynien est marqué par la phase orogénique bretonne du cycle varisque, au début du Carbonifère inférieur, ou Tournaisien, il y a environ 360 Ma. La collision continentale au cours de l'orogenèse varisque proprement dite se traduit dans le Massif armoricain par un métamorphisme général de basse-moyenne pression, formant les gneiss et micaschistes au nord du cap, par des phases de cisaillement (en) et par une anatexie générant migmatites et granites. Elle se traduit enfin, par la mise en place de nombreux leucogranites intrusifs (granites de teinte claire dans lesquels le mica blanc de type muscovite est plus abondant que le mica noir de type biotite) à travers les schistes cristallins, concomitamment aux cisaillements et à ce métamorphisme. Le cap fait ainsi partie d'une grande ceinture de leucogranites au sud du Massif armoricain et qui s'étend tout le long du « V hercynien ». Cette ceinture correspond à un immense batholite mis en place dans des roches métamorphiques. Ce batholite est subdivisé en plusieurs bandes (« rubans ») qui montrent une nette divergence vers l'Est : un axe majeur (Pointe du Raz - Nantes - Parthenay - Millevaches) à convexité nord-est (orienté N 110-130 °E ) associé au cisaillement sud-armoricain (décrochement dextre selon une orientation armoricaine dont le rejet horizontal atteindrait 500 km ; au Nord de cet axe, la bande Locronan-Lizio correspondant à plusieurs rubans orientés N 60 à 100°E (chapelet d'apophyses Bignan, Guéhenno, Savenay, etc.) ; au Sud de cet axe, une échine discontinue de moles syntectoniques (massifs de Trégunc, Pont-l'Abbé, Port-Louis-Ploemeur, Glénan-Quiberon-Houat-Hoedic-Guérande-Le Croisic, Saint-Brévin, Noirmoutier-La Roche-sur-Yon) allongés en direction sud-armoricaine dont le parallélisme avec le cisaillement sud-armoricaine incite à penser à l'influence indirecte d'une contrainte linéamentaire.
Malgré sa faible surface, le cap peut être regardé comme un résumé de la géologie du Massif armoricain. Le plateau nord est essentiellement constituée d'une roche plutonique, la trondhjémite, formée dans un contexte de subduction océanique au fonctionnement précoce (il y a environ 480 millions d'années). Cette roche granitique est venue s'injecter dans des sédiments briovériens (issus du démantèlement de la chaîne cadomienne) qui se sont métamorphisés sous forme de micaschistes. Très résistant, ce granitoïde de teinte claire et fortement déformé, est allongé parallèlement à la côte nord dont il forme les promontoires et pointes, tandis que les micaschistes plus tendres correspondent aux anses et aux criques. L'érosion différentielle a ainsi modelé cette côte de la façade atlantique en fonction de la dureté des roches qui la constituent. Le plateau sud est principalement constitué de leucogranite très hétérogène qui se traduit par un débit en lames de quelques décimètres d'épaisseur, très redressées et orientées est-ouest, parallèlement au cisaillement sud-armoricain. « Les axes de structuration cadomienne (N 70 °E) sont bien conservés dans les micaschistes de la pointe du Van. La trondhjémite (Ordovicien inférieur) s'est mise en place puis orthogneissifiée selon ces directions. Les axes de structuration hercynienne (N 110 °E) s'expriment par les deux grands accidents linéamentaires et l'orientation plus ou moins mylonitique du leucogranite de la pointe du Raz ».

## Toponymie
Attesté sous la forme Capsisun en 1516.

## Histoire

### Préhistoire et Antiquité
Charles Armand Picquenard a décrit les implantations romaines et en particulier le tracé des voies romaines dans le cap Sizun.

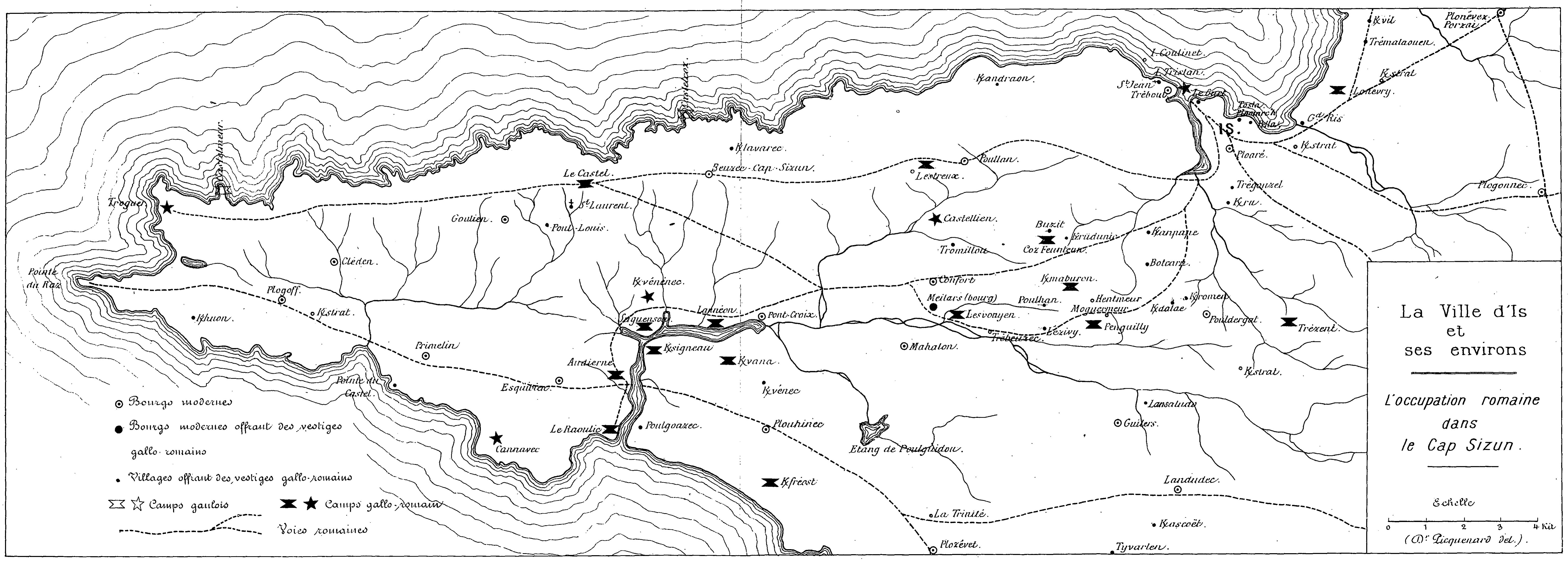
Les implantations romaines dans le cap Sizun (carte de Charles Armand Picquenard).

Par exemple la route allant de Pouldavid à la pointe du Van suit le tracé de l'ancienne voie romaine, dénommée aussi traditionnellement "chemin d'Ahès".

### Moyen Âge
Le cap Sizun formait au haut Moyen Âge le pagus Kap-Sizun, un pays historique, c'était un pagus, c'est-à-dire une subdivision administrative de la Cornouaille.
Le Pagus du Cap Sizun faisait partie du fief du Quéménet dont la châtellenie était à Penhars avant le XIIe siècle.
Le 29 août 1487 les équipages de deux bateaux du Cap-Sizun (la Jehanne et la Marie, cette dernière de Cléden) sont exemptés à vie de fouages pour être allés défendre le duc de Bretagne François II, alors assiégé dans Nantes par le roi de France Charles VIII.
« En 1536 on compte 90 bateaux [de pêche] dans les cinq paroisses du Cap Sizun, montés par près de 1 400 hommes (...). Les congres, lieus et merlus pêchés [à la ligne] sont débarqués dans les criques, hissés sur les falaises et séchés à l'air libre, puis envoyés à Audierne ». Cette pêche décline au XVIIe siècle, concurrencée par la morue de Terre-Neuve ; mais les deux siècles suivants ce déclin fut compensé par l'essor de la pêche à la sardine.
Entre 1565 et 1567, sur 211 navires bretons, des carvelles principalement, qui accostent dans l'île de Walcheren (Bouches de l'Escaut), 25 sont d'Audierne et 84 de Penmarc'h .

### Époque moderne

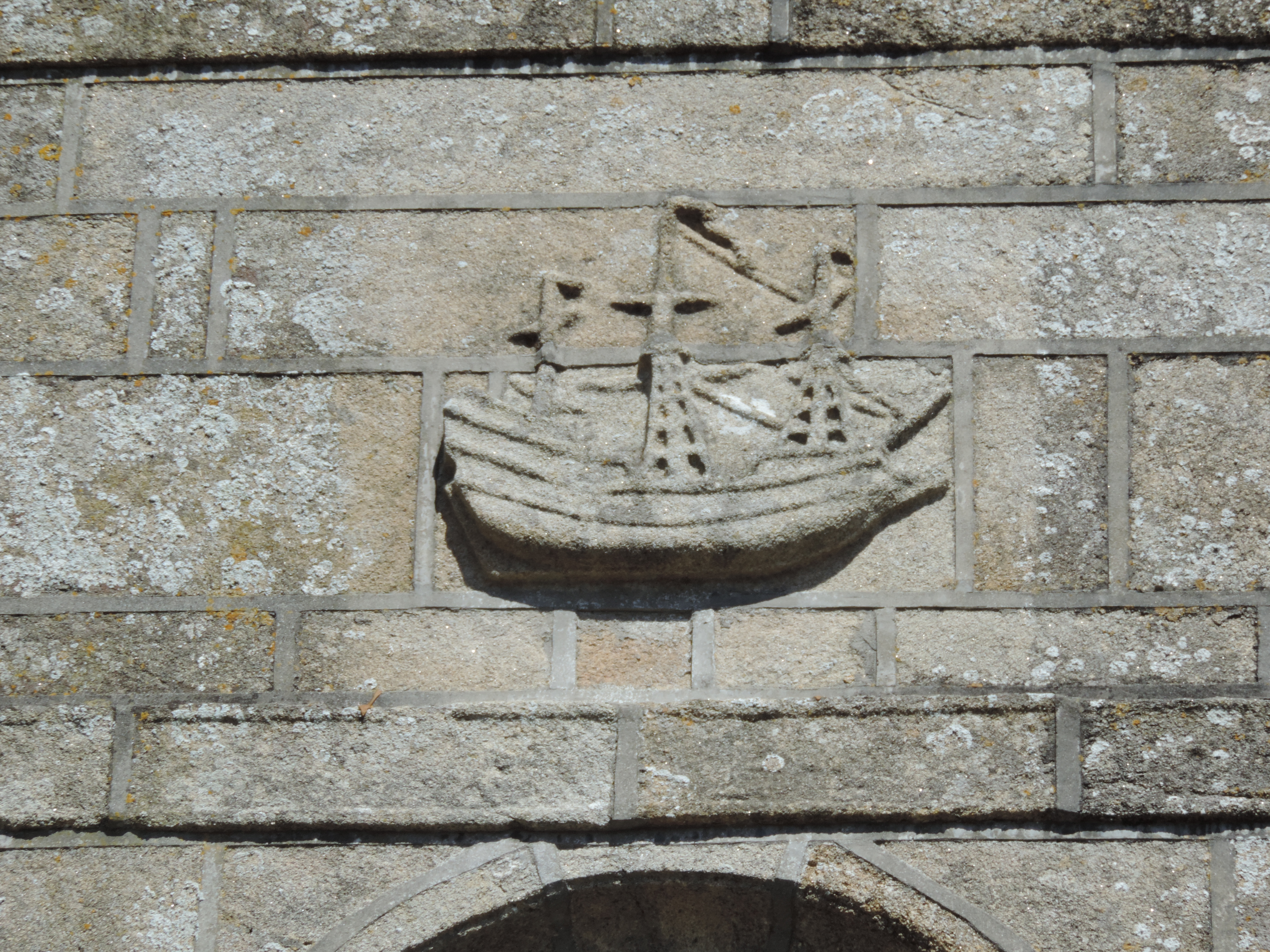
Carvelle sculptée au-dessus de l'entrée de l'église Saint-Raymond.

En 1590, en pleine période des Guerres de religion, sur 849 navires ayant fréquenté le port de Bordeaux, 80 venaient du Cap Sizun et 55 de Penmarc'h. Plusieurs églises de la région (Saint-Rumon d'Audierne, Notre-Dame-de-Comfort, Cléden, Goulien, Plogoff) sont ornées de carvelles ou autres bateaux. Vers la fin du XVIe siècle et au début du XVIIe siècle, des bateaux d'Audierne s'aventurent jusqu'aux Canaries ainsi qu'en Méditerranée (plusieurs marins d'Audierne furent d'ailleurs victimes des Barbaresques) ou encore jusque dans le Sund. Au milieu du XVIIe siècle, Audierne possède 150 chaloupes de pêche et compte environ 2 300 habitants.
Par exemple plusieurs membres de la famille Pordolec sont négociants à Audierne, Plouhinec et Pont-Croix dans le courant du XVIIe siècle ; l'un d'eux, Michel Pordolec, s'installe même à Bordeaux pour y assurer le commerce des sardines venues du Cap-Sizun.
Julien Maunoir tint entre 1641 et 1676 24 missions dans le Cap-Sizun, dont 5 à Cléden. En 1644 il prêcha une mission à Plouhinec, affermissant la conversion des fidèles « par un spectacle propre à inspirer une crainte salutaire », une pièce de théâtre où  « les voix lugubres qui exprimaient les supplices des damnés, sortant de dessous le théâtre comme du fond de l'abîme, effrayèrent tellement ce grand peuple au nombre de plus de quatre mille personnes, que chacun se frappa la poitrine et forma de nouvelles résolutions de faire pénitence et d'éviter le péché ».

### Révolution française et Premier Empire
De nombreux capistes, faits prisonniers par les Anglais pendant les Guerres de la Révolution et de l'Empire, ont perdu la vie ou passé de nombreuses années sur des pontons anglais amarrés dans des ports de la côte sud de l'Angleterre.

### LeXIXesiècle

#### L'habitat rural et les vêtements traditionnels
Dans les fermes du Cap Sizun construites au début du XIXe siècle les parents gravaient leur nom sur le linteau de la porte ; le nom des enfants était parfois gravé sur les linteaux des fenêtres. La reconstruction de nombreuses fermes à cette époque est le signe d'une économie alors florissante : les nouvelles constructions sont à façade en pierres de taille et disposent d'un étage, ainsi que de cheminées en raison des conditions climatiques difficiles. Les fenêtres, petites, sont disposées en quinconce, ce qui est une particularité locale (par exemple la ferme de Kerstrat en Plogoff, qui date de 1822 et celle de Kerlaouen en Cléden-Cap-Sizun). Les puits sont en pierre de taille (granite) et ont une couverture pyramidale terminée par une boule, et même les soues à porcs sont en pierre de taille et recouvertes d'un toit à deux pentes. Cette architecture quasi ostentatoire a pour but de montrer la richesse des exploitants agricoles. 

« Dans la région du Cap Sizun, la grande salle commune est un espace complexe qui naît à la fin du XVIIIe siècle et se développe surtout au siècle suivant. De l'extérieur, on remarque une symétrie au premier niveau comportant, de chaque côté de la porte, deux fenêtres, l'une assez grande, l'autre plus petite. Ces maisons ont un couloir à cloisons de bois [drustuilh] auquel est adossé un lit clos dont le banc-coffre set pour le service de la table, située en face de la grande fenêtre, puis viennent une bancelle et une demi-cloison, toujours perpendiculaire au mur de façade. Cette cloison est sculptée d'ornements religieux et présente dans une niche une statuette de la Vierge. Au-delà et près de la cheminée, c'est la cuisine et son évier de pierre ; lit clos et armoires s'alignent toujours au nord »

Mobilier
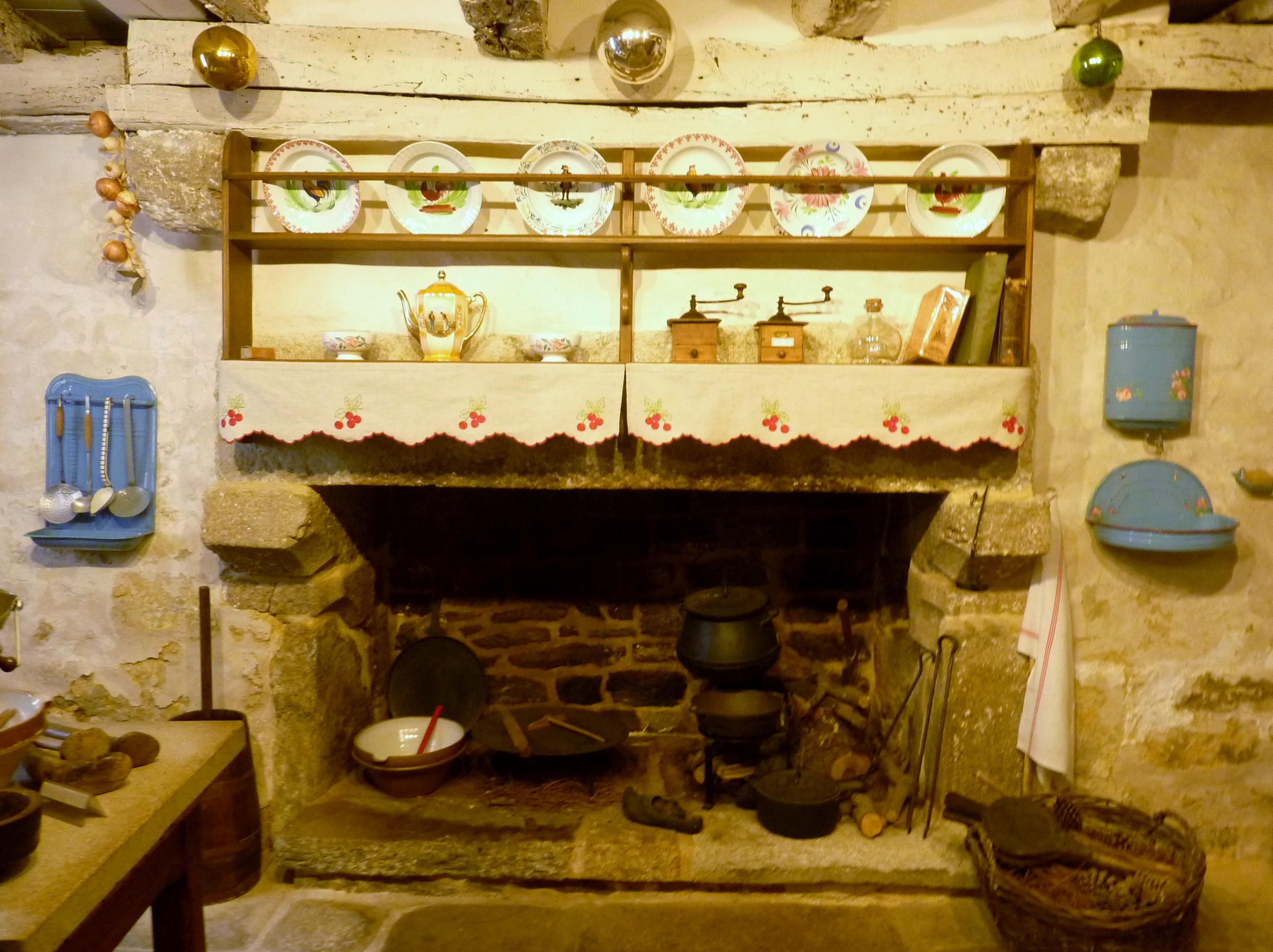
Intérieur traditionnel d'une maison du Cap Sizun, la cheminée (Maison du marquisat, Pont-Croix).
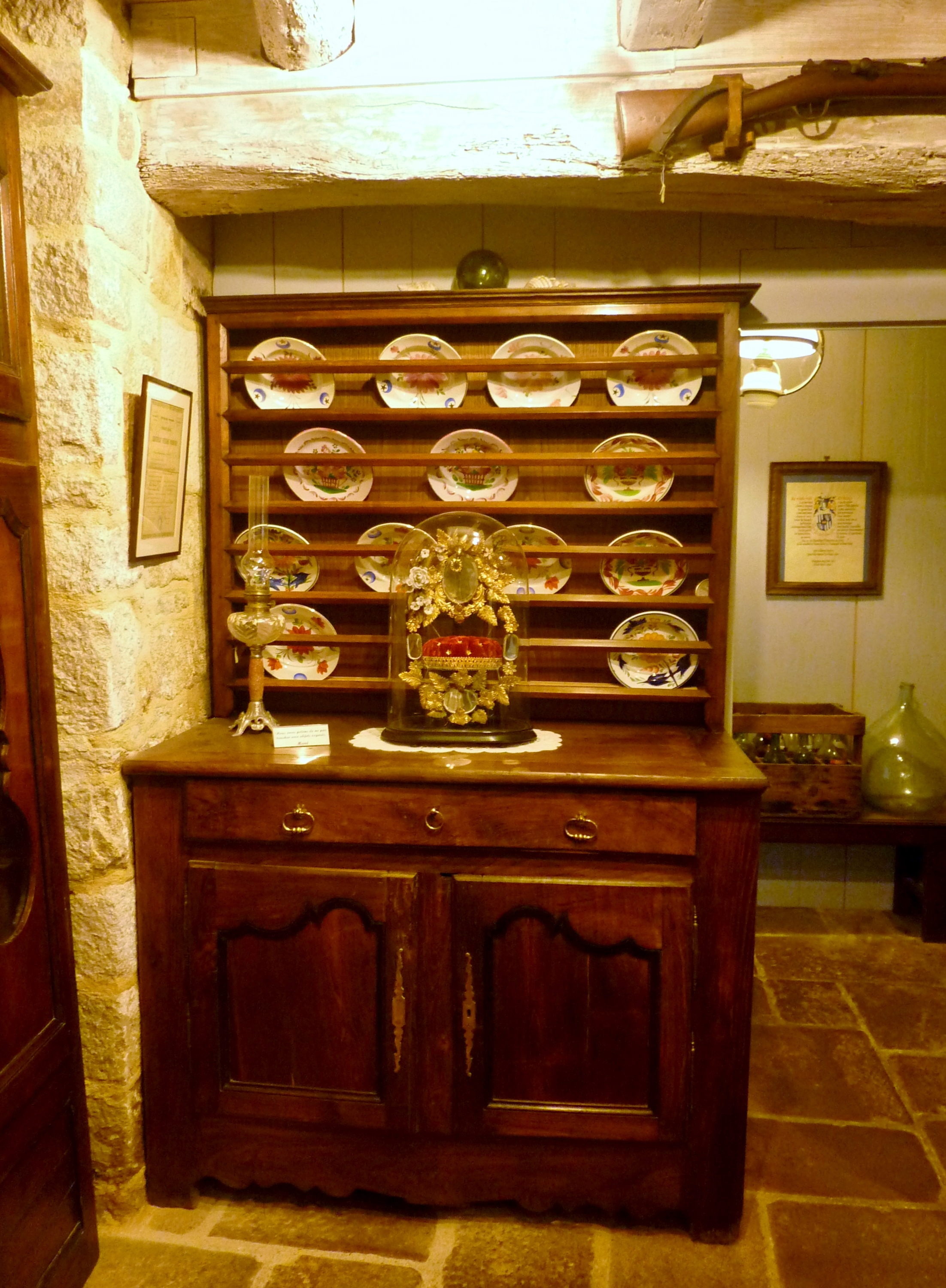
Intérieur traditionnel d'une maison du Cap Sizun, le vaisselier (Maison du marquisat, Pont-Croix).
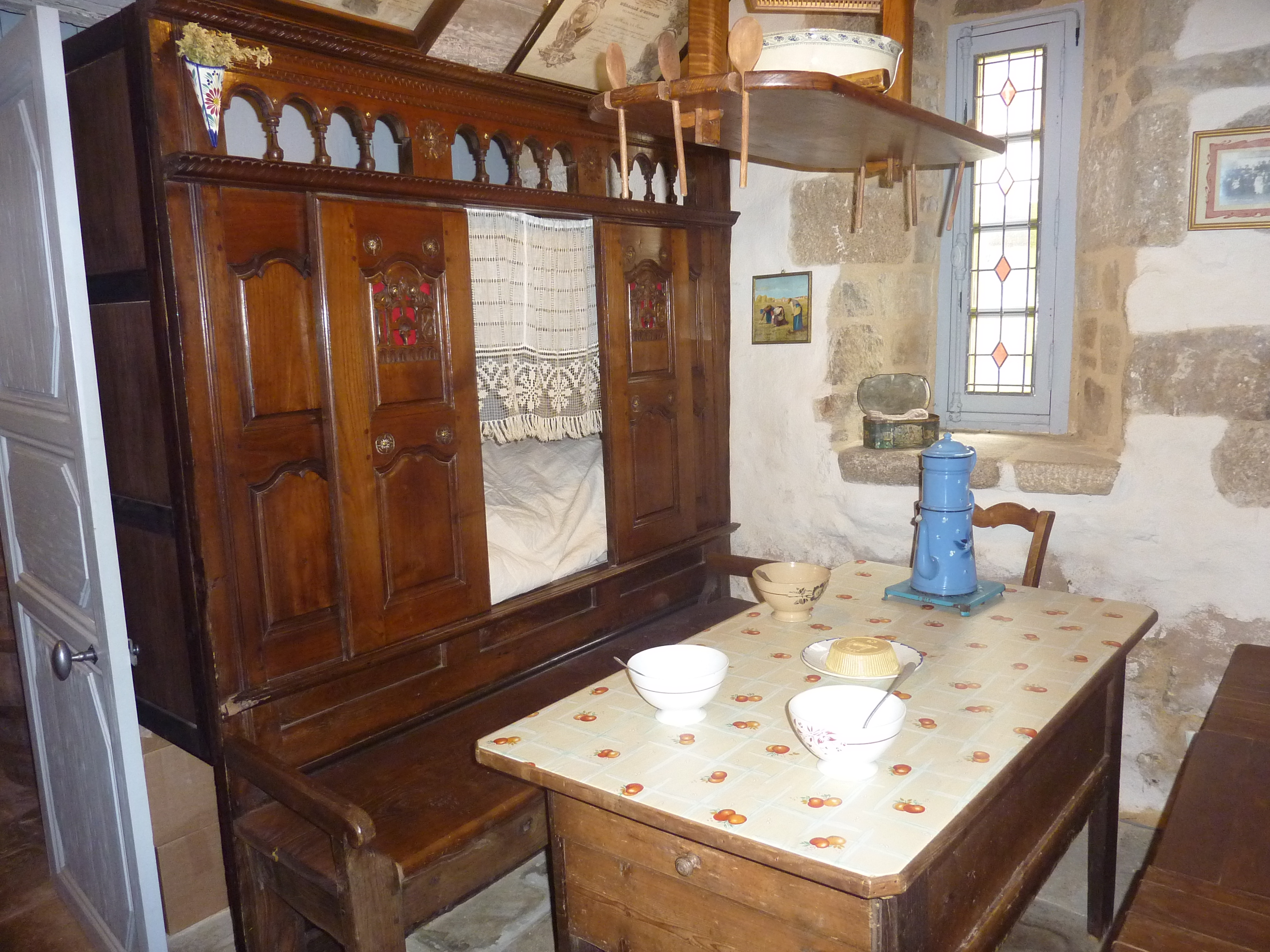
Intérieur traditionnel d'une maison du Cap Sizun, le lit-clos (Maison du marquisat, Pont-Croix).
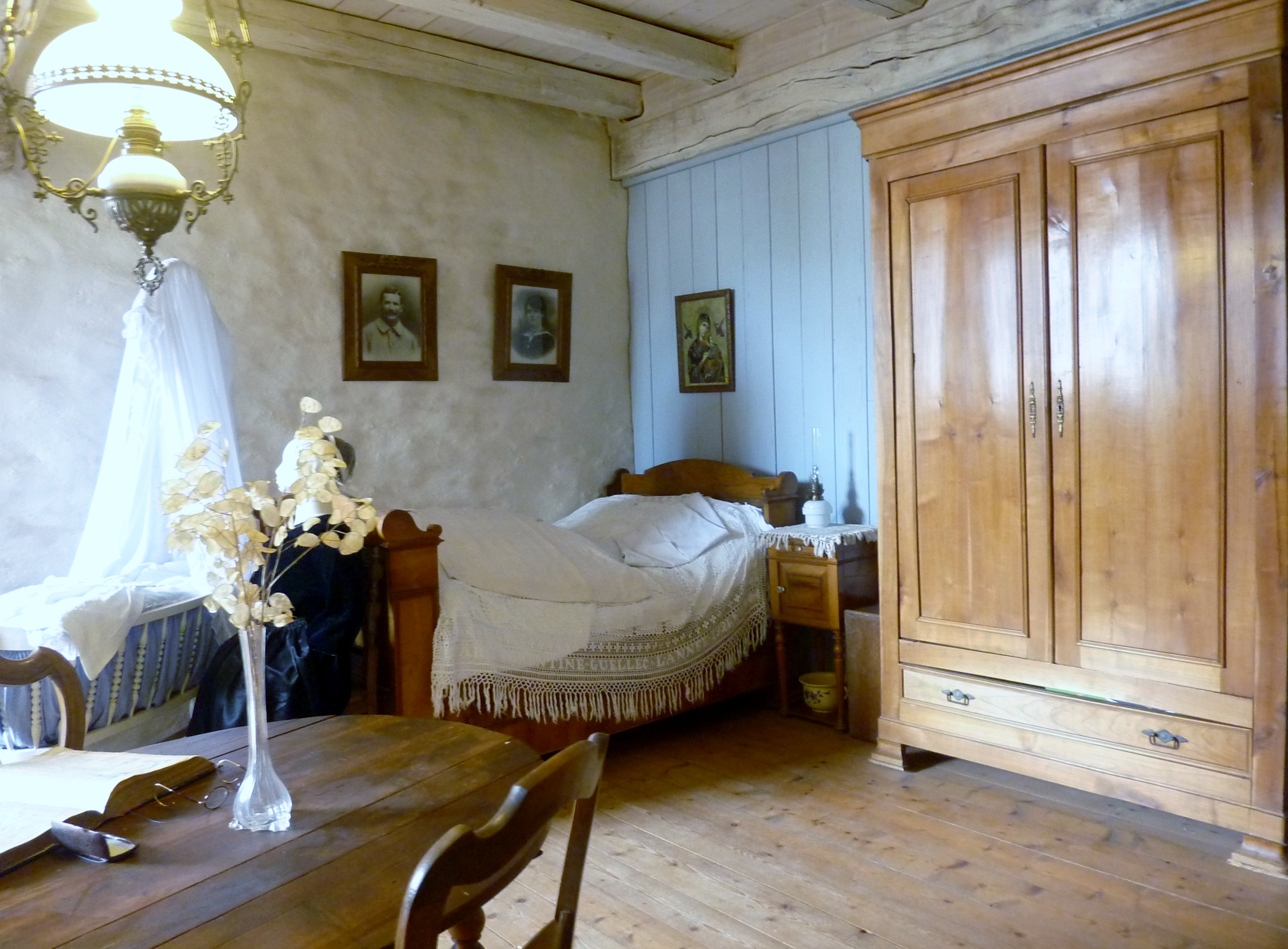
Intérieur traditionnel d'une maison du Cap Sizun, la chambre à coucher (Maison du marquisat, Pont-Croix).
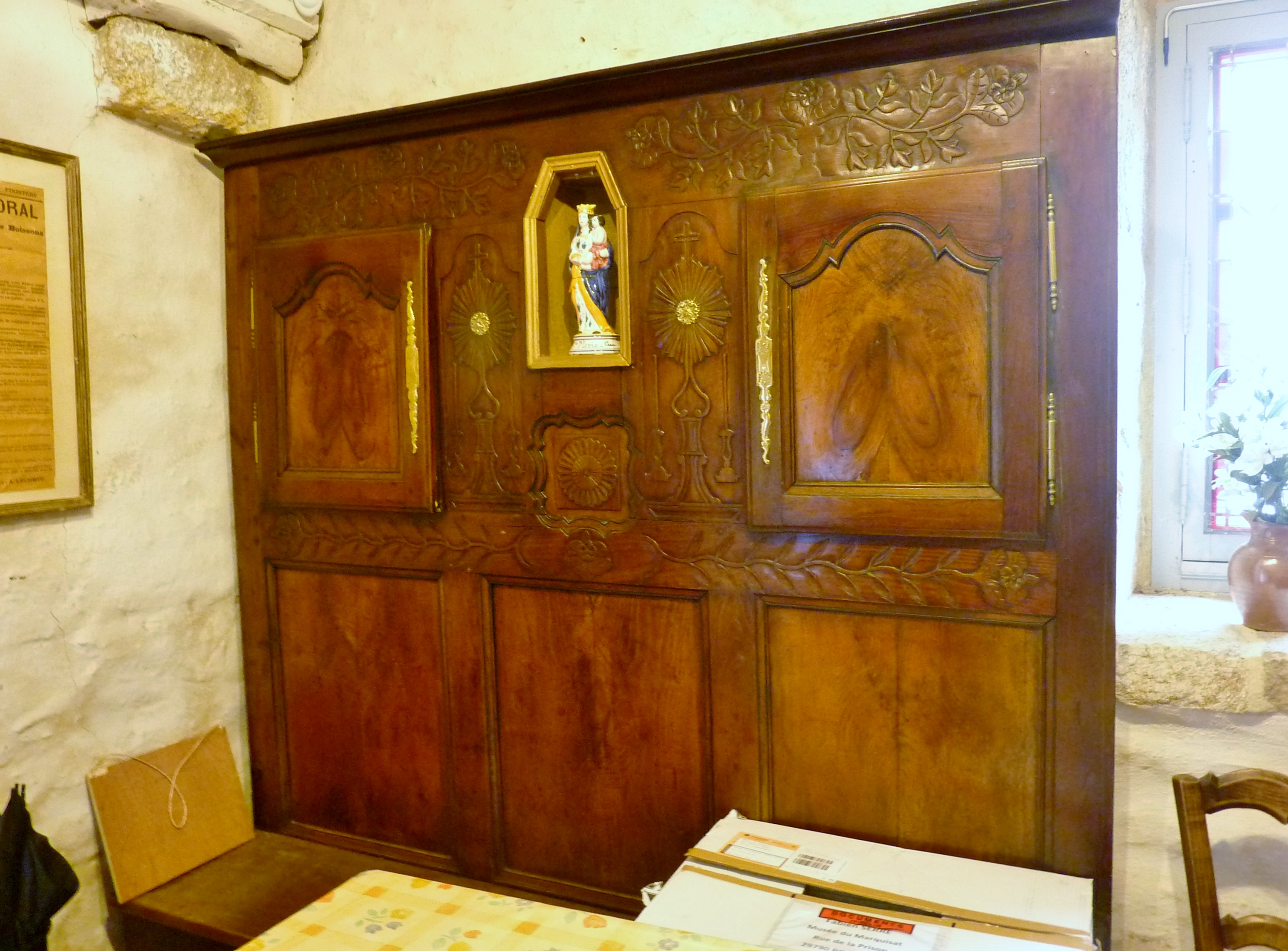
Maison du marquisat : intérieur traditionnel d'une maison du Cap Sizun, panneau mural en bois avec une niche contenant une statue de la Vierge Marie.

Tous les meubles étaient placés en enfilade le long du mur nord, à l'opposé des fenêtres. S'y trouvaient, outre l'armoire à linge, l'horloge, le vaisselier, le buffet à cinq portes. La table-maie était enserrée entre le lit-clos et le dustruilh, banc-cloison qui cachait au visiteur le coin de préparation du repas. Les étagères de la cheminée étaient remplies de vaisselle décorative.

Costumes traditionnels
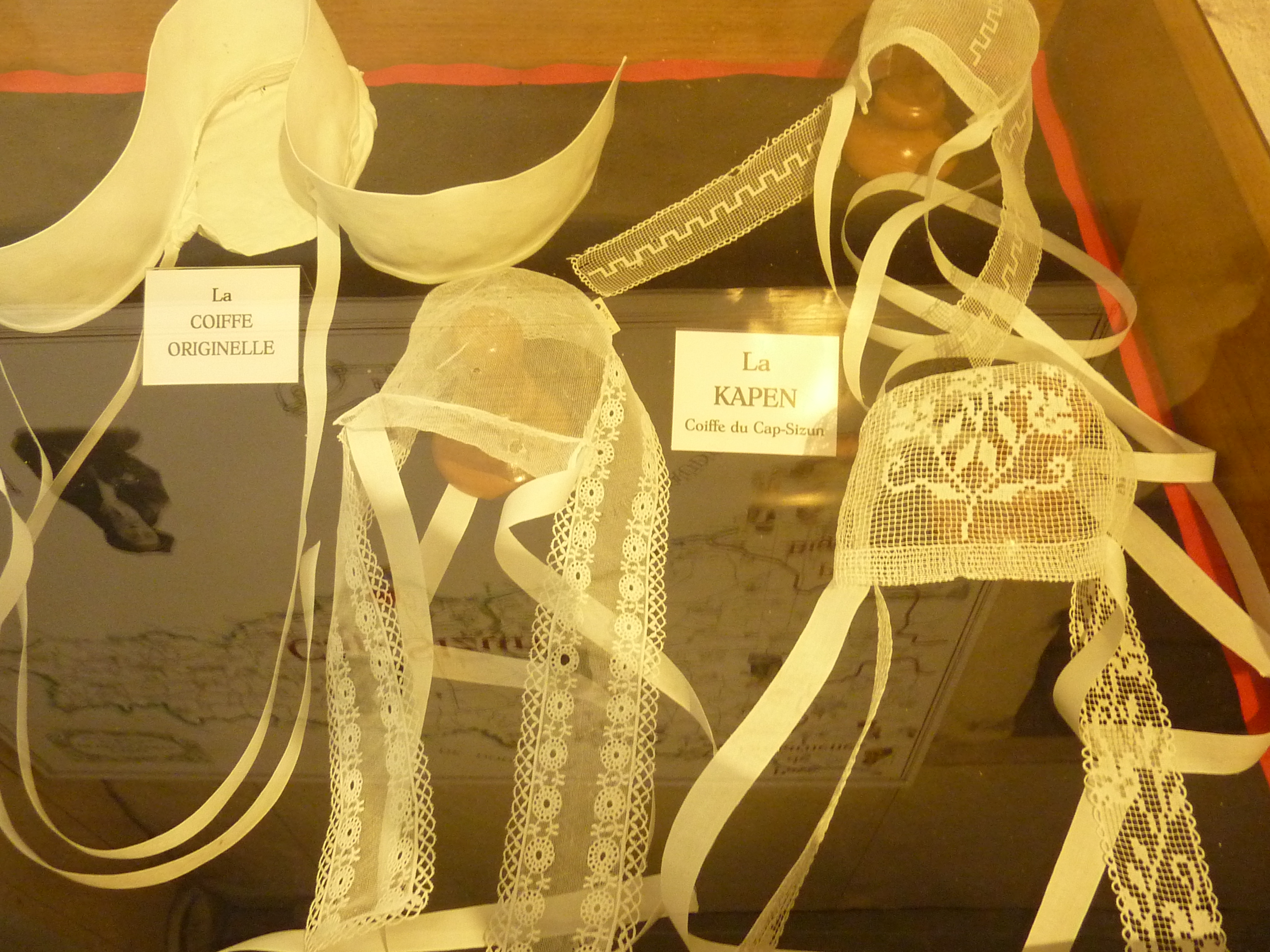
Coiffe originelle et coiffes kapenn (Maison du marquisat, Pont-Croix).
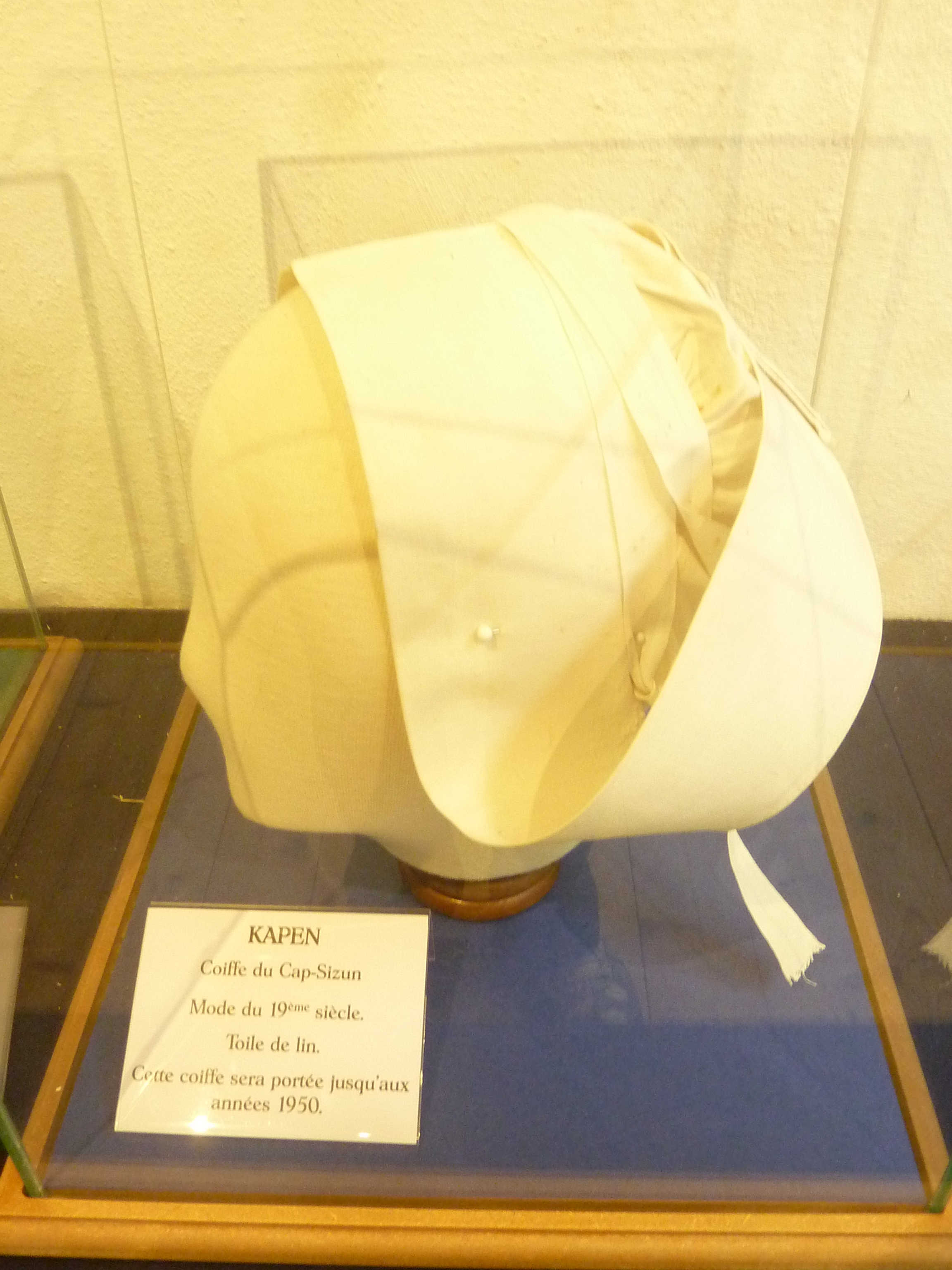
Coiffe kapenn (Maison du marquisat, Pont-Croix).
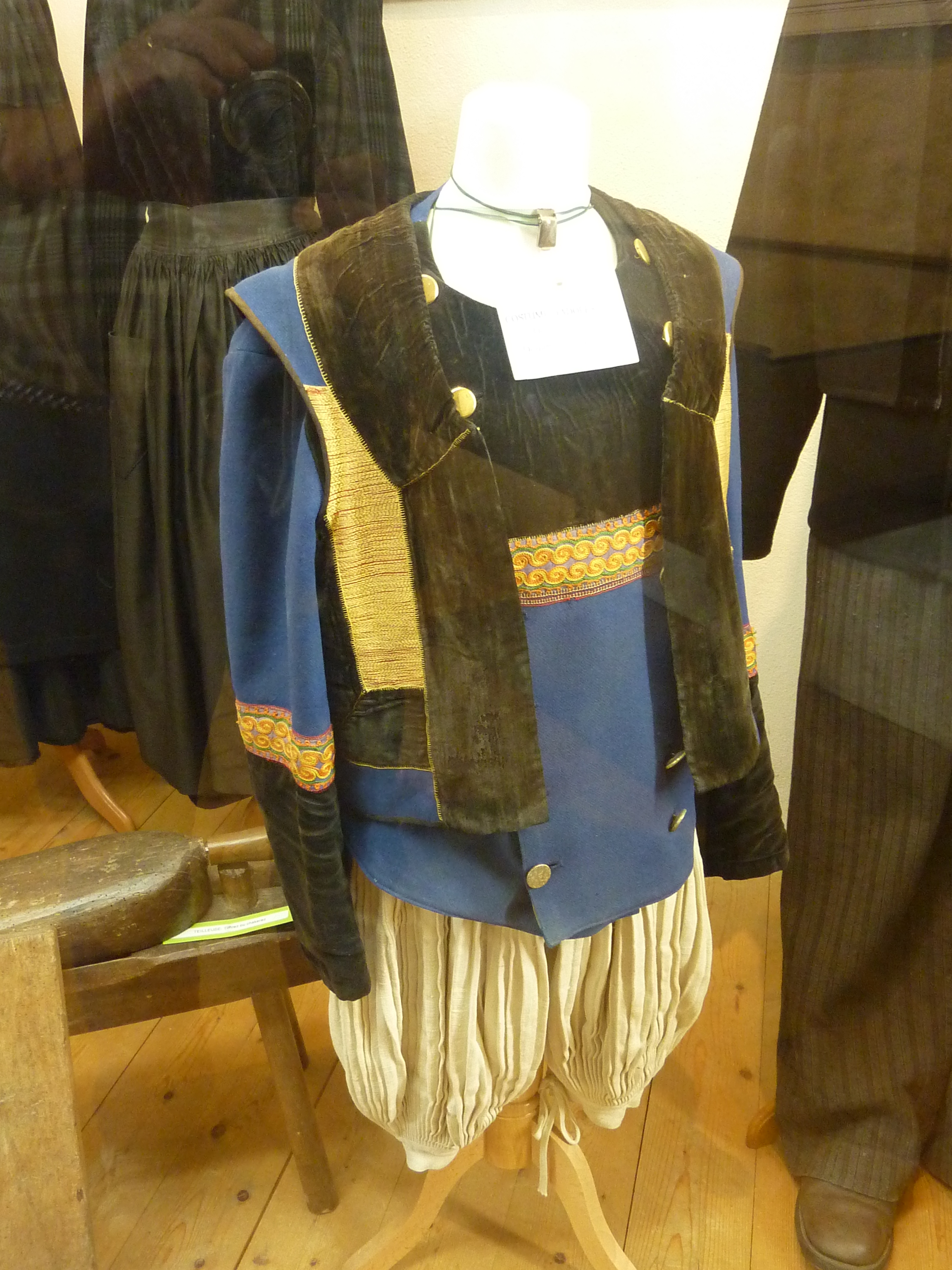
Vêtements traditionnels d'homme du Cap Sizun (Maison du marquisat, Pont-Croix).
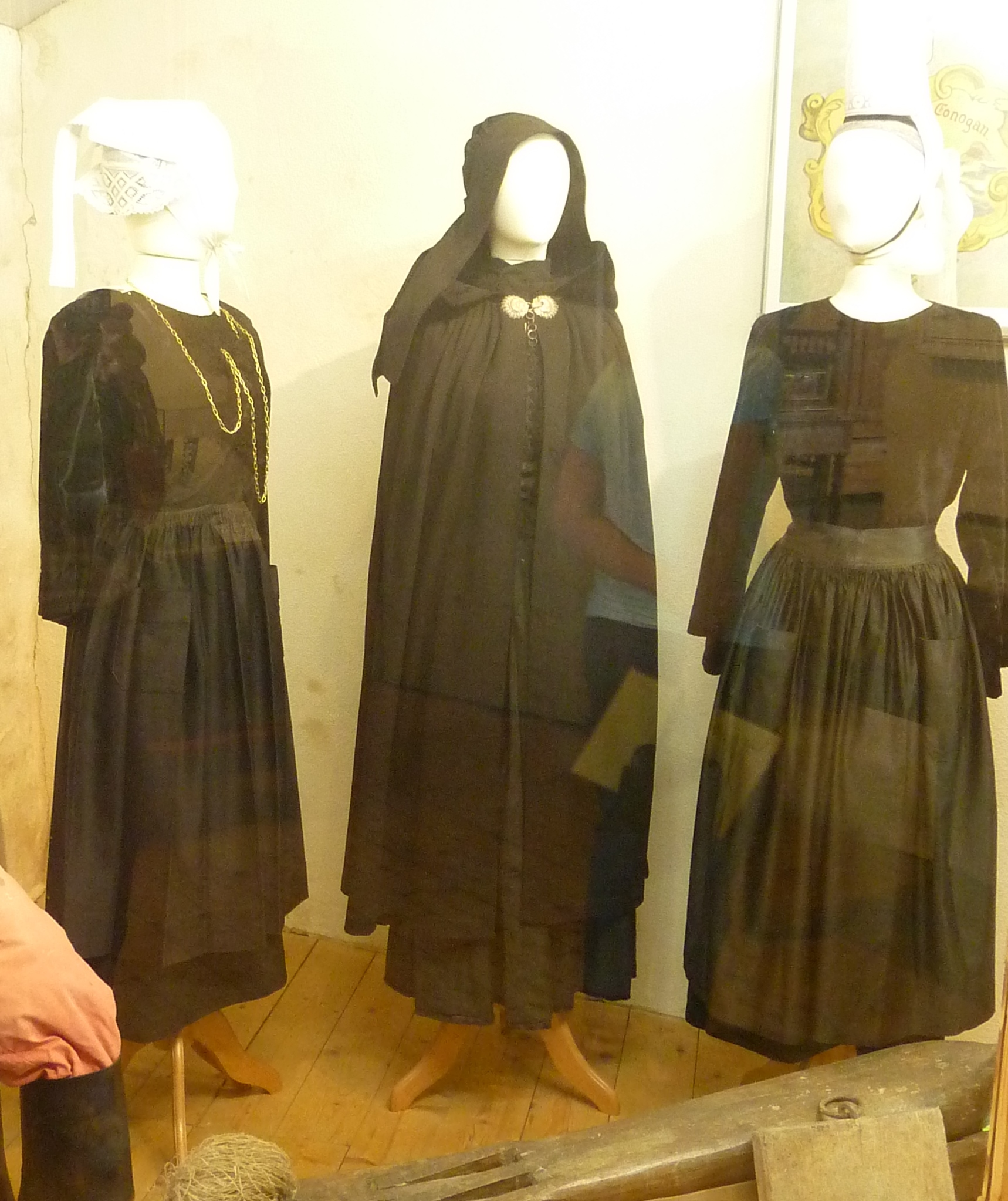
Vêtements traditionnels de femmes du Cap Sizun (Maison du marquisat, Pont-Croix).
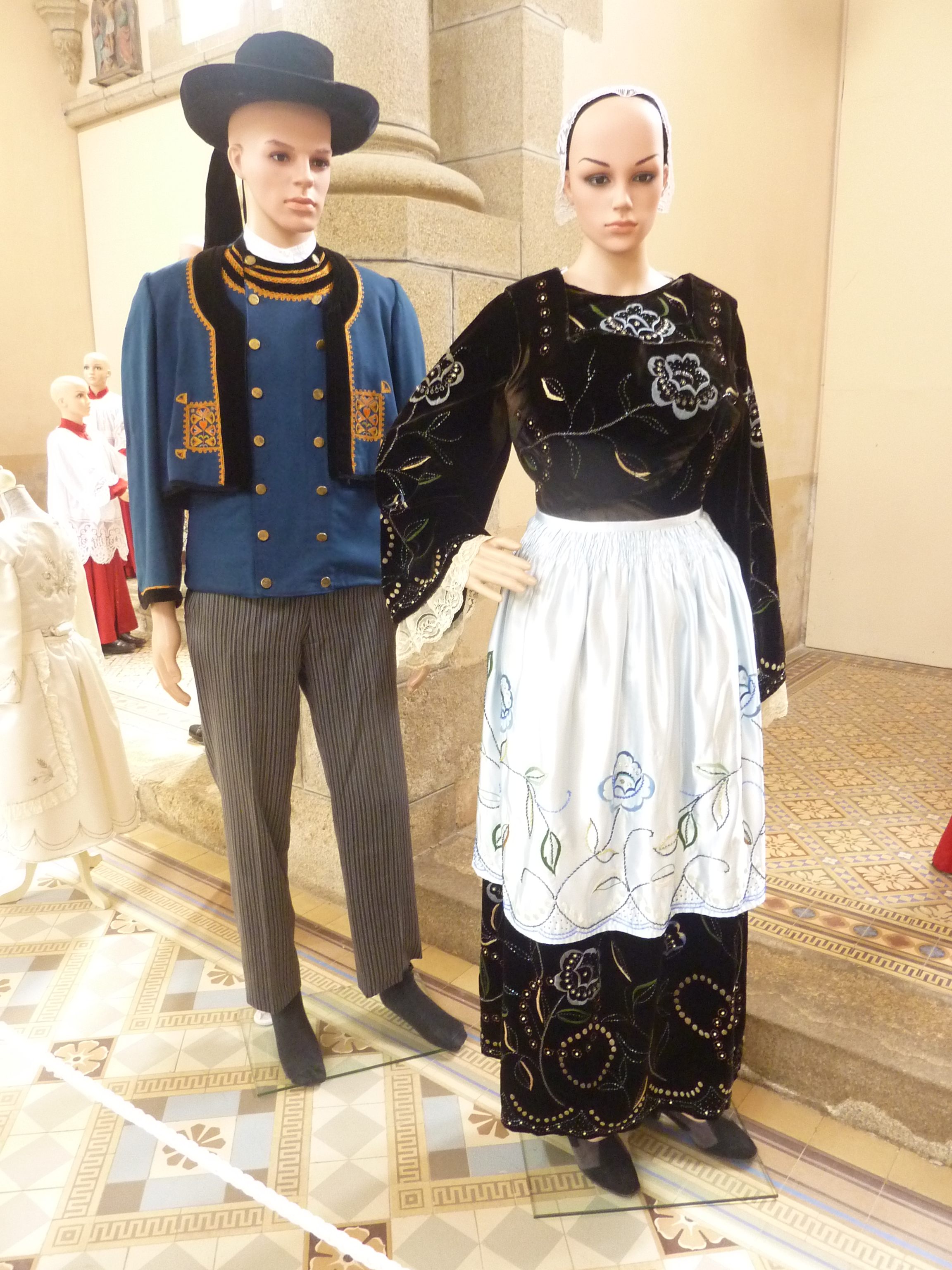
Costumes Penn Sardin du Cap Sizun.

### L'attitude face aux naufrages
Cette prière était récité en commun avant de se coucher dans certaines maisons du Cap Sizun : « Lavarom koaz eur bedenn evit ma teuz panze en ôd, ha ma veomer penn kenta, a mio-bo al lodenn wella » en breton («Disons encore une prière pour que Dieu nous envoie des épaves, que nous soyons les premiers sur les lieux et que nous ayons la meilleure part ».

### LeXXesiècle

#### La Belle Époque

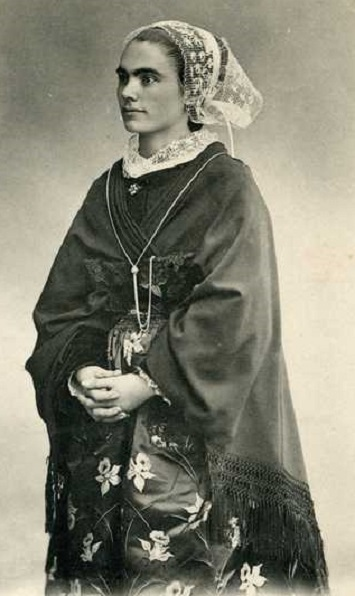
Jeune fille de Pont-Croix (Cap Sizun) en 1901, carte postale.
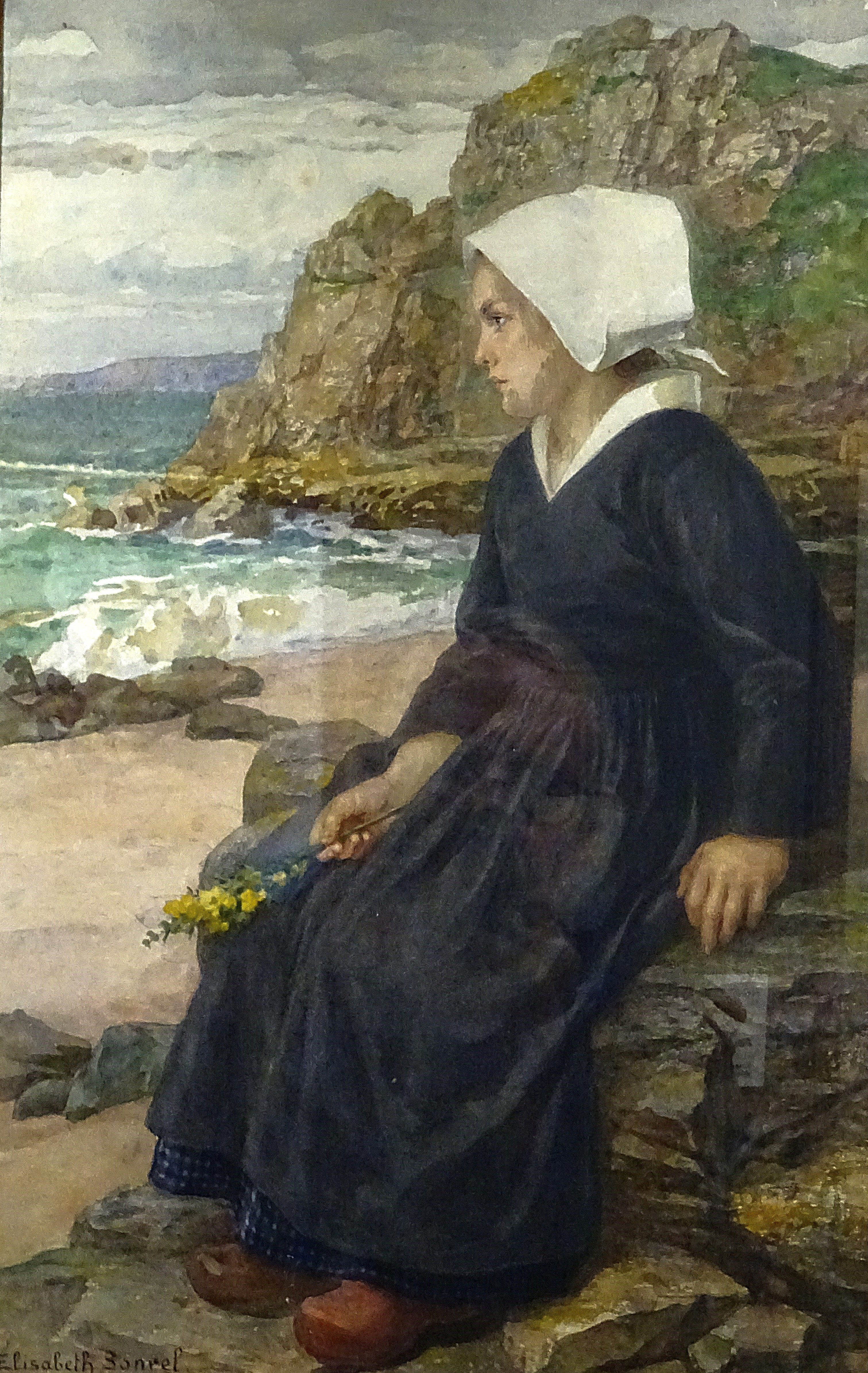
Élisabeth Sonrel : Jeune fille du Cap Sizun (aquarelle sur papier, non daté).

Le cap Sizun comptait 160 sloops langoustiers en 1914 (munis d'un Vivier et pour la plupart construits à Camaret, pêchant aussi homards et crabes.

#### Le déclin démographique
Le cap Sizun a perdu 45 % de ses habitants entre 1906 (année de son maximum démographique avec 30 242 habitants) et 1999 (16 252 habitants).
Pierre-Roland Giot a effectué en 1947 une étude anthropologique dans laquelle il décrit un type de population selon lui fréquent dans le cap Sizun et qu'il qualifie d'« atlanto-méditerranéen » ou « mégalithique ».

#### La Seconde Guerre mondiale

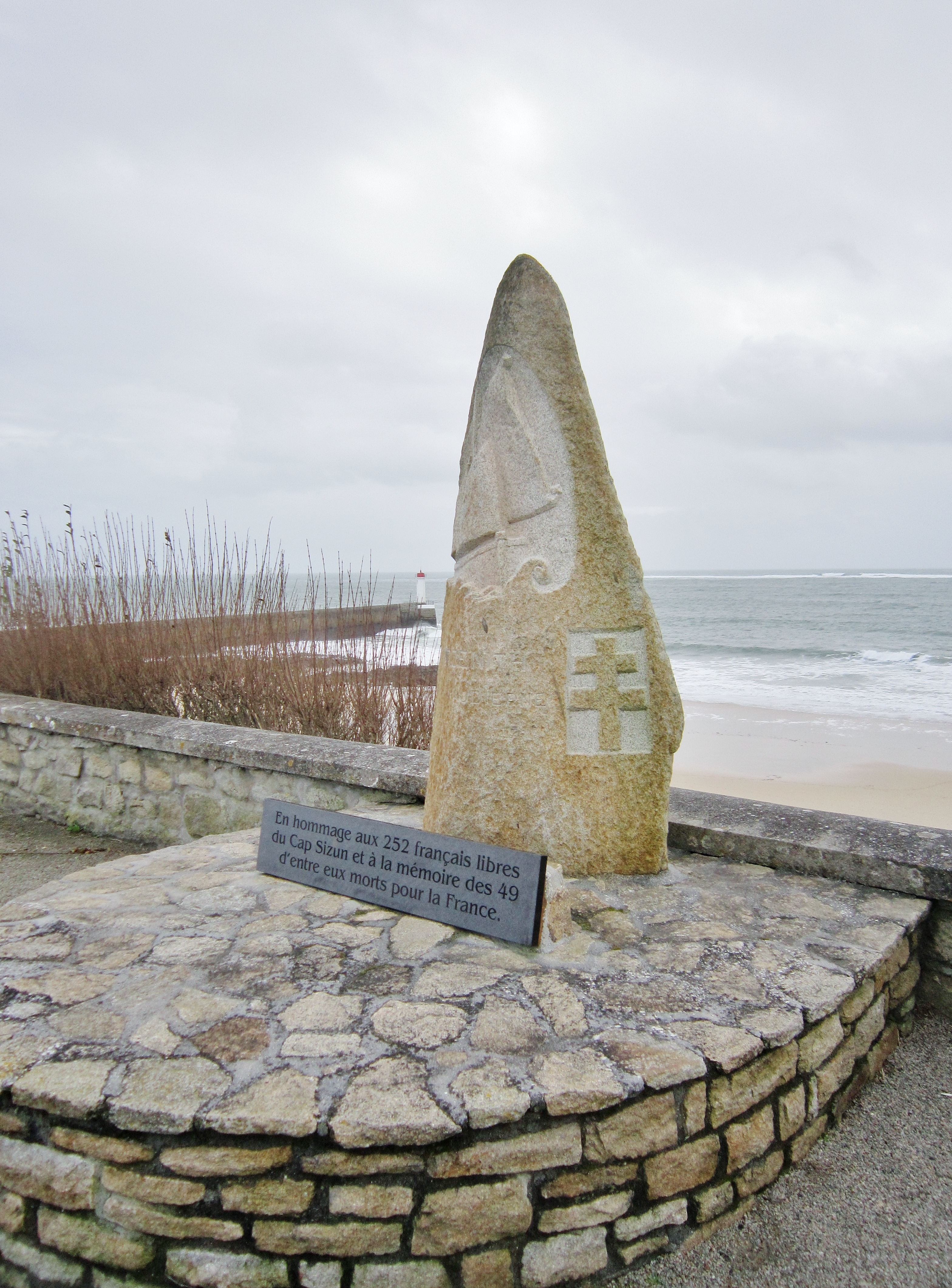
Le monument à la mémoire des Français libres du Cap Sizun, situé à Audierne le long de la plage de Landrevet-Le Pouldu.

Le 15th Cavalry Reconnaissance Squadron, après avoir conquis la forteresse de Lezongar (en Esquibien) le 20 septembre 1944, contrôle le même jour tout le cap Sizun, notamment Confort-Meilars, Pont-Croix, Poullan-sur-Mer, Beuzec-Cap-Sizun et Cléden-Cap-Sizun, en compagnie du 6th Tank Destroyer Group, du 705th Tank Destroyer Battalion et du 35th Engineer Destroyer Group.
252 hommes du Cap Sizun ont rejoint les rangs de la France libre, dont 21 jeunes Audiernais dès le 19 juin 1940 à bord du Ar Zenith, via l'Île-de-Sein ; 49 d'entre eux sont morts pour la France.